# دنت د کامبت
دنت د کامبت (به لاتین: Dent de Combette) یک کوه در سوئیس است که در کانتون وو واقع شده‌است. دنت د کامبت ۲٬۰۸۲ متر بالاتر از سطح دریا واقع شده‌است.